# La Bussière-sur-Ouche
La Bussière-sur-Ouche är en kommun i departementet Côte-d'Or i regionen Bourgogne-Franche-Comté i östra Frankrike. Kommunen ligger i kantonen Bligny-sur-Ouche som tillhör arrondissementet Beaune. År 2022 hade La Bussière-sur-Ouche 185 invånare.

## Befolkningsutveckling
Antalet invånare i kommunen La Bussière-sur-Ouche
Referens:INSEE